# Gračišće
Gračišće (italijansko Gallignana) je istrsko naselje na Hrvaškem, sedež istoimenske občine, ki upravno spada pod Istrsko županijo.
Gračišće, popis 1991; skupaj: 452

## Lega
Gračišće je zgodovinsko in arhitekturno pomemben kraj. Leži v osrednji Istri ob cesti Pazin-Kršan-Vozilići- Plomin na nadmorski višini 448 m, jugovzhodno od Pazina, od katerega je oddaljen okoli 8 km.

## Naselja v občini
Območje občine pokriva 61 km² in vsebuje sedem naselij (s številom prebivalcev):
- Batlug - 142
- Bazgalji - 233
- Gračišće - 467
- Jakačići - 152
- Mandalenčići - 255
- Milotski Breg - 113
- Škopljak - 71

## Zgodovina
Prazgodovina Gračišća in njegove okolice je slabo znana. Zaradi svoje ugodne strateške lege je bilo območje skoraj gotovo naseljeno in imelo pomembno vlogo tudi v bronasti in železni dobi. V Perunčevcu, Perunovcu, Osoju, Funčićih, Bazgaljiih so našli nekaj ostankov keramike, v Salamunišću je bil odkrit grob iz bronaste dobe. V železni dobi so Istro naselila ilirska plemena Histri (zahodna, južna in srednja Istra) in Liburni (v vzhodnem delu).
Po stoletjih oboroženih spopadov se je vojna med rimskim imperijem in Histri končala s padcem Nezakcija leta 177 pr. n. št.. Od takrat je bila Histria podvržena rimski nadvladi in vključena v deseto regijo Italije, ki jo je konec 3. stoletja nadomestila provinca Venetia et Histria. Notranje ozemlje Gračišća je ostalo omejeno med obalnimi kolonijami, vendar jim ni pripadalo. Čez čas je postala imperialna lastnina, v 3. stoletju pa je bila pod nadzorom uradnikov, ki so bili v Colonia Pietas Iulia Pola (današnja Pula). Strateški položaj Gračišća je postal pomembnejši med 3. in 4. stoletjem, potem ko so okoliški griči postali dobri obrambni položaji. Po letu 476, ko je propadlo Zahodno rimsko cesarstvo, je po 30 letih Justinijan I. obnovil vzhodno rimsko cesarstvo in bizantinski cesarji so vladali v Istri do leta 751.
V zgodnjem srednjem veku so razna barbarska plemena, kot so Avari in Langobardi, napadla Istro, vendar so ostala le za kratka obdobja, razen Slovanov, ki so se preselili iz Panonije in se naselili večinoma v notranjosti. Istra je postala del Francije pod Karlom Velikim, čigar sin Carloman si jo je podredil leta 788. Od leta 803 je bilo območje vključeno v karolinško marko Furlanijo in Kraljevino Italijo.
Ko je nemški kralj Oton I. Veliki leta 952 osvojil Italijo, je združil Istro z veliko marko Verono pod njegovim bratom vojvodo Henrikom I. Bavarskem. Ko je njegov sin in naslednik cesar Oton II. ustanovil Koroško vojvodino leta 976 in jo dal Henriku III., je prevzel tudi oblast nad jugovzhodnimi bavarskimi markami, vključno z Verono, Istro, Kranjsko in Štajersko. V 11. stoletju je bila ustanovljena Istrska marka pod jurisdikcijo Oglejskih patriarhov in več nemških fevdalnih družin, kot so grofje Andeški, so vladali kot vojvodi Meranski.
Gračišće se v pisnih virih prvič omenja kot Gallinianum leta 1199. Od takrat dalje je obalna območja Istre postopoma osvojila Beneška republika, ki ji je pomagalo pomanjkanje osrednje oblasti cesarja Friderika II. in leta 1246 padec Staufovcev. Kljub temu so notranja ozemlja okoli Pazina (nemško Mitterburg) z Gračišćem obdržali cesarski goriški grofje in so jih leta 1374 podedovali Habsburžani.
Od leta 1797 do leta 1813 so si Francozi in Avstrijci podajali celotno ozemlje Istre.
Po Napoleonovem porazu v Rusiji in pri Waterloo-ju je Istra po določbah Dunajskega kongresa ostala pod avstrijsko nadoblastjo. Istra je tedaj spadala pod Avstrijsko primorje, deželo Istro. Z razpadom Avstro-ogrske monarhije ob koncu prve svetovne vojne leta 1918 in po podpisu mirovne pogodbe v Rapallu novembra 1920 je celotna Istra pripadla kraljevini Italiji, vse do njene kapitulacije leta 1943. Do konca druge svetovne vojne je bila del okupacijske operativne cone Jadransko primorje (Adriatisches Küstenland) Wermachta, vojaških enot Tretjega rajha.

## Arhitektura
Župnija je bila ustanovljena okoli leta 1000. Urbar pazinske grofije iz 15. stoletja omenja svobodne kmete in plemiče s hrvaškimi priimki. Kraj je zanimiv po mestnem obzidju z mestnimi vrati iz 15. stoletja in deloma ohranjenem vogalnem srednjeveškem obrambnem stolpu iz leta 1500. Poleg mestnih vrat je v celoti ohranjena loža, zgrajena leta 1549. Na glavnem trgu so ostanki rezidence pićanskega škofa iz 15. stoletja, gotska cerkev svete Marije zgrajena leta 1425, palača družine Salamon, zgrajena leta 1549 in vrsta hiš iz 15. stoletja. V baročni triladijski župnijski cerkvi svetega Fumije, zgrajena leta 1769, hranijo leseno razpelo iz 13. stoletja. V ruševinah cerkve svetega Pankraca pa so ostanki fresk iz 15. stoletja.

## Demografija
| Pregled števila prebivalcev po letih | Pregled števila prebivalcev po letih | Pregled števila prebivalcev po letih | Pregled števila prebivalcev po letih | Pregled števila prebivalcev po letih | Pregled števila prebivalcev po letih | Pregled števila prebivalcev po letih | Pregled števila prebivalcev po letih | Pregled števila prebivalcev po letih | Pregled števila prebivalcev po letih | Pregled števila prebivalcev po letih | Pregled števila prebivalcev po letih | Pregled števila prebivalcev po letih | Pregled števila prebivalcev po letih | Pregled števila prebivalcev po letih |
| ------------------------------------ | ------------------------------------ | ------------------------------------ | ------------------------------------ | ------------------------------------ | ------------------------------------ | ------------------------------------ | ------------------------------------ | ------------------------------------ | ------------------------------------ | ------------------------------------ | ------------------------------------ | ------------------------------------ | ------------------------------------ | ------------------------------------ |
| 1857                                 | 1869                                 | 1880                                 | 1890                                 | 1900                                 | 1910                                 | 1921                                 | 1931                                 | 1948                                 | 1953                                 | 1961                                 | 1971                                 | 1981                                 | 1991                                 | 2001                                 |
| 1648                                 | 1704                                 | 836                                  | 920                                  | 874                                  | 844                                  | 2395                                 | 2277                                 | 765                                  | 713                                  | 563                                  | 464                                  | 423                                  | 452                                  | 467                                  |